# Helosciadium
Helosciadium és un gènere de plantes amb flors dins la família de les apiàcies.

## Taxonomia
El gènere Helosciadium va ser descrit per primer cop l'any 1824 pel botànic alemany Wilhelm Daniel Joseph Koch (abreviació botànica W.D.J.Koch.), hi va agrupar totes les espècies europees que llavors hi havia dins el gènere Apium excepte Apium graveolens.. Tanmateix aquesta separació no va ser definitiva, el gènere Apium ha patit molts canvis al llarg de la història. Finalment, diferents estudis de filogènia molecular van demostrar que el gènere Apium era polifilètic, a més, estudis químics i d'altres utilitzant mètodes clàssics amb dades morfològiques, anatòmiques i palinològiques també van validar la separació del gènere Helosciadium.
Se'n reconeixen sis espècies dins d'aquest gènere:
- Helosciadium bermejoi (L.Llorens) Popper & M.F.Watson - api d'en Bermejo[6]
- Helosciadium crassipes W.D.J.Koch ex Rchb.
- Helosciadium inundatum (L.) W.D.J.Koch
- Helosciadium × longipedunculatum (F.W.Schultz) Desjardins
- Helosciadium milfontinum Fern.Prieto, Pinto-Cruz, Nava & Cires
- Helosciadium × moorei (Syme) Bab.
- Helosciadium nodiflorum (L.) W.D.J.Koch - creixen bord[7]
- Helosciadium repens (Jacq.) W.D.J.Koch - api rèptil[8]